# Az északi szél meséje
Az északi szél meséje (eredeti cím spanyolul: La leyenda del viento del Norte, angolul: Legend of the North Wind) 1992-ben bemutatott spanyol rajzfilm, amelyet Maite Ruiz de Austri, Carlos Varela és Juan Bautista Berasategi rendezett. Műfaja fantasyfilm. 
Spanyolországban 1992-ben mutattak be a mozikban, Magyarországon 1996 januárján adták ki VHS-en.

## Szereplők
| Szereplő               | Eredeti hang      | Eredeti hang                  | Magyar hang                 |
| Szereplő               | spanyolul         | angolul                       | Magyar hang                 |
| ---------------------- | ----------------- | ----------------------------- | --------------------------- |
| Henriette              | María José Castro | Sonja Ball                    | Csondor Kata                |
| Eric                   | Isabel Fernández  | Teddy Lee Dillon              | Markovics Tamás             |
| Fókamóka               | Chelo Vivares     | Daniel Brochu                 | Glósz Viktor                |
| Galádiusz              | Gonzalo Durán     | Terrence Scammell             | Kárpáti Tibor               |
| Zakariás               | José María Martín | Rick Jones                    | Konrád Antal                |
| Martin                 | Pedro Sempson     | Richard Dumont                | Szabó Ottó                  |
| Galar kapitány         | Daniel Dicenta    | A.J. Henderson                | Kristóf Tibor               |
| Törzsfőnök             | Damián Velasco    | Piere Lenoir                  | Antal László                |
| Mr. Toka               | José María Martín | Gary Jewel                    | Papp János                  |
| Mr. Toka titkára       | Eduardo Jover     | Gordon Masten                 | Wohlmuth István             |
| Milo                   | José Carabias     | Thor Bisopric                 | Cs. Németh Lajos            |
| Walter                 | N/A               | Rick Jones                    | Izsóf Vilmos                |
| Reddy                  | N/A               | Marc Camacho                  | saját hangján               |
| Halárus nők            | N/A               | Lisa Brownyn-Moore Sonja Ball | Fodor Zsóka                 |
| Mic-Mac indián hölgyek | N/A               | Lisa Brownyn-Moore            | Fodor Zsóka                 |
| Mic-Mac indián hölgyek | N/A               | Felicia Shulman               | Urbán Andrea                |
| Mic-Mac indiánok       | N/A               | N/A                           | Horányi László Pálfai Péter |

## Televíziós megjelenések
HBO 